# Georg Dingeldey
Georg Balthasar Dingeldey (* 7. Oktober 1792 in Darmstadt; † 17. November 1856 ebenda) war ein großherzoglich-hessischer Offizier und Kommandant im Ober-Laudenbacher Gefecht.

## Familie
Georg Dingeldey war der Sohn des Darmstädter Bäckermeisters Johann Philipp Dingeldey (1767–1819) und von Anna Maria, geborene Reichardt (1772–1812), aus Hähnlein. Georg Dingeldey heiratete 1830 in erster Ehe Elise Dingeldey (* 19. November 1797 in Eschollbrücken; † 15. August 1843 in Darmstadt). Sie war die Tochter des Eschollbrückener Pfarrers Heinrich Jacob Dingeldey. Aus der Ehe gingen drei Töchter hervor. Die Tochter Wilhelmina heiratete den Arzt Gustav Simon. Nach dem Tod der ersten Ehefrau heiratete er in zweiter Ehe Luisa Kritter († 1889 in Friedberg).

## Werdegang
Georg Dingeldey trat in das großherzoglich-hessische Militär ein. Er war Teilnehmer am Russlandfeldzug und zog sich dabei die Erfrierung eines Fußes zu. Vor 1820 war er Seconde-Leutnant im Regiment Groß- und Erbprinz. Am 14. November 1820 wurde er zum Premier-Leutnant ernannt, am 12. April 1826 zum Kapitän II. Klasse und zum 16. Mai 1834 zum Kapitän I. Klasse im 2. Infanterie-Regiment. Am 16. August 1843 wurde er zum Major befördert und zum Kommandeur des 2. Bataillons des 4. Infanterie-Regiments ernannt. Ab dem 24. Februar 1847 war er Oberstleutnant im 3. Infanterie-Regiment, das damals in Heppenheim stationiert war, zum 2. April 1849 wurde er Oberst und Regiments-Kommandeur dieser Einheit.
Als solcher befehligte er am 24. Mai 1849 in der Endphase der Revolution von 1848/1849 drei Kompanien seines Regiments und einen Zug des 4. Infanterie-Regiments aus Erbach, die bei Ober-Laudenbach einigen Tausend teils badischen, teils hessischen, bewaffneten Revolutionären gegenüber standen. Bei seinem Bemühen, die Revolutionäre dazu zu überreden, die Waffen niederzulegen, wurde der Dirigent der Regierungs-Kommission des Regierungsbezirks Heppenheim, Christian Prinz, von Aufständischen ermordet. Daraufhin kam es zum Ober-Laudenbacher Gefecht, bei dem Georg Dingeldey mit seinem Militär gegen die Revolutionäre vorging. Es gab weitere 13 Tote. Die Aufständischen flüchteten über die nahe Landesgrenze nach Baden. Für die Aktion erhielt Georg Dingeldey noch im gleichen Jahr den badischen Orden vom Zähringer Löwen durch Großherzog Leopold von Baden.
Zum 1. Januar 1853 wurde Georg Dingeldey zum Generalmajor befördert und pensioniert.

## Auszeichnungen
- 1833 Großherzoglich Hessischer Ludwigsorden, Ritter I. Klasse[3]
- 1849 Badischer Orden vom Zähringer Löwen, Kommandeur II. Klasse[4]
- 1853 Verdienstorden Philipps des Großmütigen, Komtur I. Klasse